# 서경 14도
서경 14도(西經14度)는 본초 자오선에서 서쪽으로 14도 떨어진 경선이다. 북극점에서 시작하여 북극해, 그린란드, 아이슬란드, 아프리카, 대서양, 남극해, 남극을 거쳐 남극점에 이른다.
서경 14도는 동경 166도와 이어져 지구의 둘레를 이룬다.
북극점에서 남극점까지 서경 14도선은 다음 지역을 지나간다.
| 좌표                                                  | 나라, 지역, 해역 | 비고                                                                                              |
| ----------------------------------------------------- | ---------------- | ------------------------------------------------------------------------------------------------- |
| 북위 90° 0′ 서경 14° 0′  / 북위 90.000° 서경 14.000°  | 북극해           |                                                                                                   |
| 북위 81° 48′ 서경 14° 0′  / 북위 81.800° 서경 14.000° | 그린란드         |                                                                                                   |
| 북위 81° 1′ 서경 14° 0′  / 북위 81.017° 서경 14.000°  | 대서양           | 그린란드해                                                                                        |
| 북위 65° 36′ 서경 14° 0′  / 북위 65.600° 서경 14.000° | 아이슬란드       |                                                                                                   |
| 북위 64° 43′ 서경 14° 0′  / 북위 64.717° 서경 14.000° | 대서양           |                                                                                                   |
| 북위 28° 43′ 서경 14° 0′  / 북위 28.717° 서경 14.000° | 스페인           | 푸에르테벤투라섬                                                                                  |
| 북위 28° 12′ 서경 14° 0′  / 북위 28.200° 서경 14.000° | 대서양           |                                                                                                   |
| 북위 26° 28′ 서경 14° 0′  / 북위 26.467° 서경 14.000° | 서사하라         | 모로코가 영유권 주장                                                                              |
| 북위 21° 20′ 서경 14° 0′  / 북위 21.333° 서경 14.000° | 모리타니         |                                                                                                   |
| 북위 16° 21′ 서경 14° 0′  / 북위 16.350° 서경 14.000° | 세네갈           |                                                                                                   |
| 북위 13° 33′ 서경 14° 0′  / 북위 13.550° 서경 14.000° | 감비아           |                                                                                                   |
| 북위 13° 17′ 서경 14° 0′  / 북위 13.283° 서경 14.000° | 세네갈           |                                                                                                   |
| 북위 12° 40′ 서경 14° 0′  / 북위 12.667° 서경 14.000° | 기니비사우       |                                                                                                   |
| 북위 11° 39′ 서경 14° 0′  / 북위 11.650° 서경 14.000° | 기니             |                                                                                                   |
| 북위 9° 59′ 서경 14° 0′  / 북위 9.983° 서경 14.000°   | 대서양           | 세인트헬레나 어센션섬(남위 7° 57′ 서경 14° 18′  / 남위 7.950° 서경 14.300° )의 바로 동쪽을 지나감 |
| 남위 60° 0′ 서경 14° 0′  / 남위 60.000° 서경 14.000°  | 남극해           |                                                                                                   |
| 남위 71° 57′ 서경 14° 0′  / 남위 71.950° 서경 14.000° | 남극             | 퀸모드랜드 — 노르웨이가 영유권을 주장한다.                                                        |

## 같이 보기
- 서경 13도
- 서경 15도